# Bulbophyllum crepidiferum
Bulbophyllum crepidiferum là một loài phong lan thuộc chi Bulbophyllum.